# Velika Gorica

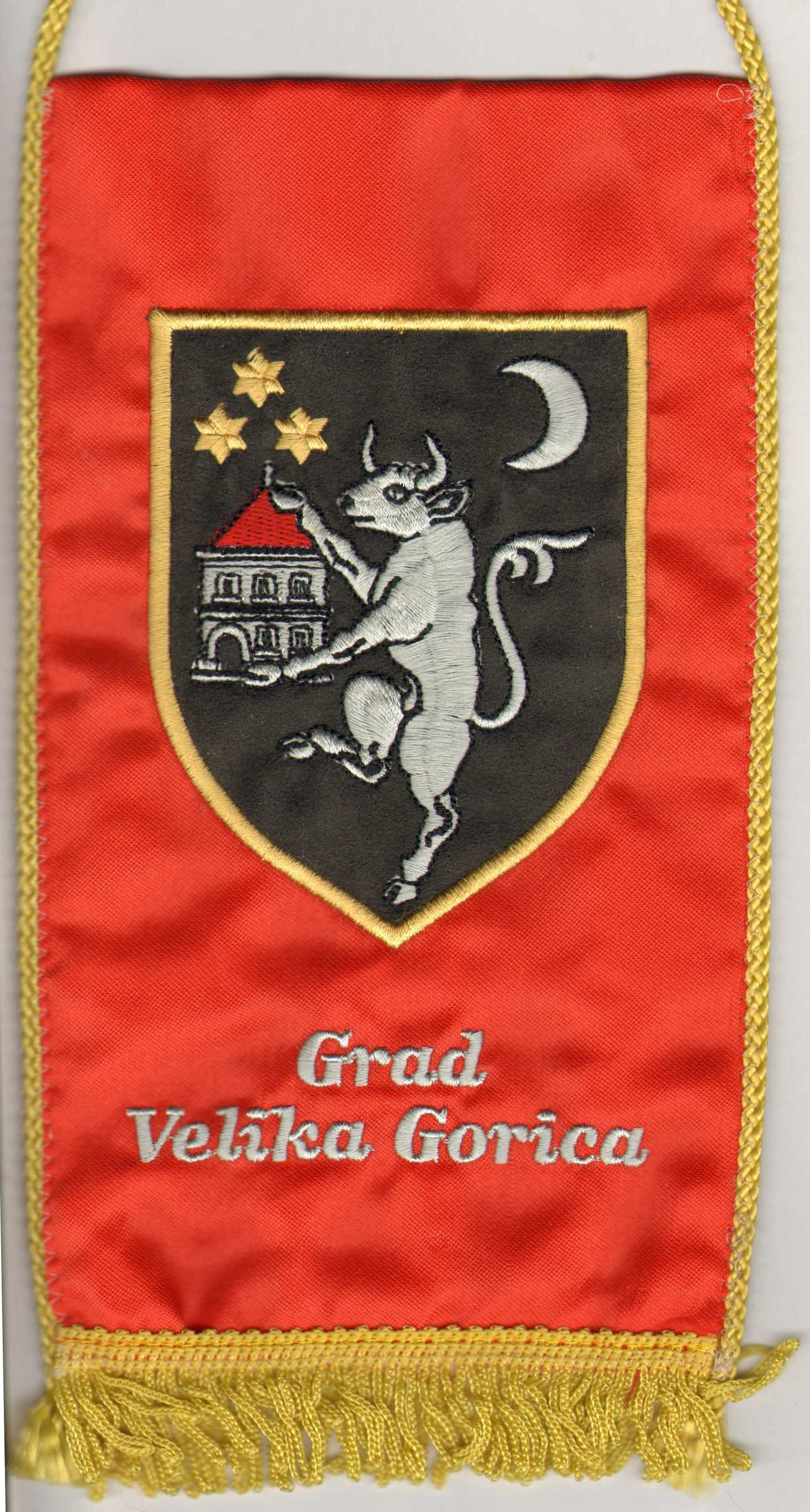
Vlaggetje (115 x 220 mm) met op beide zijden het wapenschild van Velika Gorica (geborduurd)

Velika Gorica (Hongaars: Nagygorica) is een stad in Kroatië, gelegen ten zuiden van Zagreb. Er wonen ca. 63500 mensen, en het is daarmee de op tien na grootste plaats van het land.
In 2006 werd de stad uitgeroepen tot de mooiste stad van Kroatië en de op een na mooiste stad van Europa. Er werd een prijs uitgereikt door de International Flower and Environment Association.

## Sport
De lokale voetbalclub van de stad is HNK Gorica. Deze club komt sinds 2018 uit op het hoogste niveau van Kroatië.

## Geboren
- Jacques Houdek (1981), zanger

Steden (gradovi): Dugo Selo · Ivanić Grad · Jastrebarsko · Samobor · Sveta Nedelja · Sveti Ivan Zelina · Velika Gorica · Vrbovec · Zaprešić

Gemeenten (općine): Bedenica · Brdovec · Brckovljani · Bistra · Dubrava · Dubravica · Farkaševac · Gradec · Jakovlje · Klinča Sela · Kloštar Ivanić · Krašić · Kravarsko · Križ · Luka · Marija Gorica · Orle · Pisarovina · Pokupsko · Preseka · Pušća · Rakovec · Rugvica · Stupnik · Žumberak